# リチウム3
リチウム3 (Lithium-3・3Li) とは、リチウムの同位体の1つ。

## 概要
3Liはリチウムの同位体のうち最も軽い。3Li原子核は、陽子3個のみで構成され、中性子をもたない。陽子のみで構成される核種は、他に1Hしか知られず、3Liは最も重い核種である。なお、陽子2個が結合した2Heは、一部の崩壊モードで存在が示唆されているものの、未だ存在に関して議論が残っている。なぜなら、3Liと異なり2Heは、2個の陽子のスピン角運動量が反発し、予想される結合エネルギーが負の値を取るため、3Liより不安定、もしくは存在することが出来ないためである。3Liは計算値であるが、約2267.6keVという正の値が予測されている。

## 崩壊モード
陽子は電荷を帯びておりクーロン力によって反発するため、半減期は極めて短いと推定されるが、今のところ詳しい半減期は不明である。崩壊モードも知られていないが、恐らく陽子放出によって2Heに崩壊すると推定されている。2Heの崩壊モードは未だ不明であるため、確認されれば3Liは最も軽い陽子放出をする核種となるが、2Heが存在しない場合明確な陽子放出とは言えず、3個の陽子に分裂という表現が当てはまるかもしれない。なお、正確な崩壊モードが判明しているなかで最も軽い核種は4Liである。